# جريس أزغب الزهر
الجُرَيْس أزْغب الزهر عشب كل سنتين ينتمي إلى عائلة جريسية. نوع من الجريس العشبي المعمر يعلو من 20 إلى 25 سم. أوراقه زغبية قلبية الشكل معنَّقة. أزهاره خملية زرقاء اللون. إزهراره يستمر في حزيران وتموز